# Vozár Dávid
Vozár Dávid (Gyula, 1995. szeptember 6. –) magyar labdarúgó, aki jelenleg a Békéscsaba 1912 Előre játékosa.

## Statisztika
| Klub             | Szezon           | Bajnokság | Bajnokság | Kupa     | Kupa  | Ligakupa | Ligakupa | Nemzetközi | Nemzetközi | Összesen | Összesen |
| Klub             | Szezon           | Mérkőzés  | Gólok     | Mérkőzés | Gólok | Mérkőzés | Gólok    | Mérkőzés   | Gólok      | Mérkőzés | Gólok    |
| ---------------- | ---------------- | --------- | --------- | -------- | ----- | -------- | -------- | ---------- | ---------- | -------- | -------- |
| Békéscsaba       | 2013–14          | 12        | 0         | 0        | 0     | 3        | 0        | -          | -          | 15       | 0        |
| Békéscsaba       | 2014–15          | 0         | 0         | 1        | 0     | 4        | 0        | -          | -          | 5        | 0        |
| Békéscsaba       | 2015–16          | 0         | 0         | 0        | 0     | 0        | 0        | -          | -          | 0        | 0        |
| Összesen         | Összesen         | 12        | 0         | 1        | 0     | 7        | 0        | 0          | 0          | 20       | 0        |
| Karrier összesen | Karrier összesen | 12        | 0         | 1        | 0     | 7        | 0        | 0          | 0          | 20       | 0        |